# Moorilla Hobart International 2011
Il  Moorilla Hobart International 2011 è stato un torneo di tennis giocato sul cemento.
È stata la 18ª edizione del Moorilla Hobart International, che fa parte della categoria International nell'ambito del WTA Tour 2011. Si è giocato al Hobart International Tennis Centre di Hobart in Australia, dal 7 al 15 gennaio 2011.

## Partecipanti

### Teste di serie
| Nazionalità | Giocatrice               | Ranking1 | Testa di serie |
| ----------- | ------------------------ | -------- | -------------- |
| Francia     | Marion Bartoli           | 16       | 1              |
| Russia      | Anastasija Pavljučenkova | 21       | 2              |
| Bulgaria    | Cvetana Pironkova        | 35       | 3              |
| Italia      | Roberta Vinci            | 38       | 4              |
| Rep. Ceca   | Klára Zakopalová         | 41       | 5              |
| Australia   | Jarmila Groth            | 42       | 6              |
| Italia      | Sara Errani              | 43       | 7              |
| Germania    | Angelique Kerber         | 46       | 8              |

- 1Ranking al 3 gennaio 2011

### Altre partecipanti
Giocatrici che hanno ricevuto una Wild card:
- Alicia Molik[1]
- Sally Peers[2]
- Olivia Rogowska[3]

Giocatrici passate dalle qualificazioni:

- Alberta Brianti
- Ol'ga Govorcova
- Tamira Paszek
- Magdaléna Rybáriková

## Campionesse

### Singolare
Jarmila Groth ha battuto in finale  Bethanie Mattek-Sands con il punteggio di 6–4, 6–3
- È il 1º titolo dell'anno per Jarmila Groth, il 2° della sua carriera.

### Doppio
Sara Errani /  Roberta Vinci hanno battuto in finale  Kateryna Bondarenko /  Līga Dekmeijere con il punteggio di 6–3, 7–5